# Chengdu Aircraft Industry Group
Chengdu Aircraft Industry Group, відома також як Chengdu Aircraft Corporation (CAC), — дочірня компанія Корпорації авіаційної промисловості Китаю (англ. Aviation Industry Corporation of China, AVIC), китайського аерокосмічного конгломерату, яка розробляє та виробляє винищувачі й компоненти до літаків. Заснована у 1958 році як 132-й національний завод у Ченду, Сичуань.
Компанія розробила і виробляє багатоцільові винищувачі Chengdu J-10 та Chengdu J-20, а також легкий багатоцільовий винищувач FC-1 Xiaolong у співпраці з Пакистаном.
CAC стала першим підприємством у Китаї, що розробило винищувачy п’ятого покоління з технологією стелс, і вивело Китай на друге місце у світі за наявністю таких технологій.

## Історія

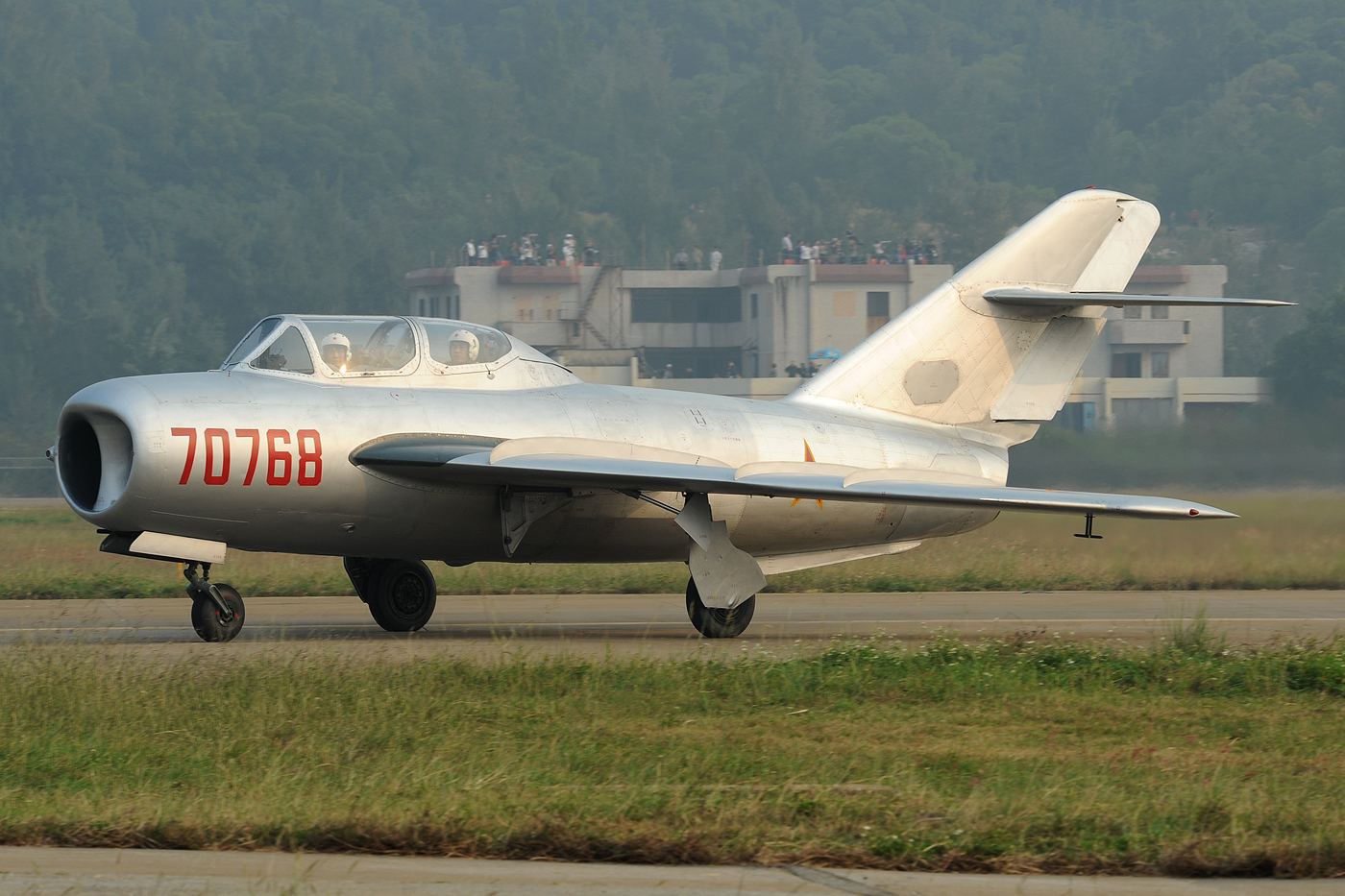
FT-5

J-7I у Музеї авіації КНР

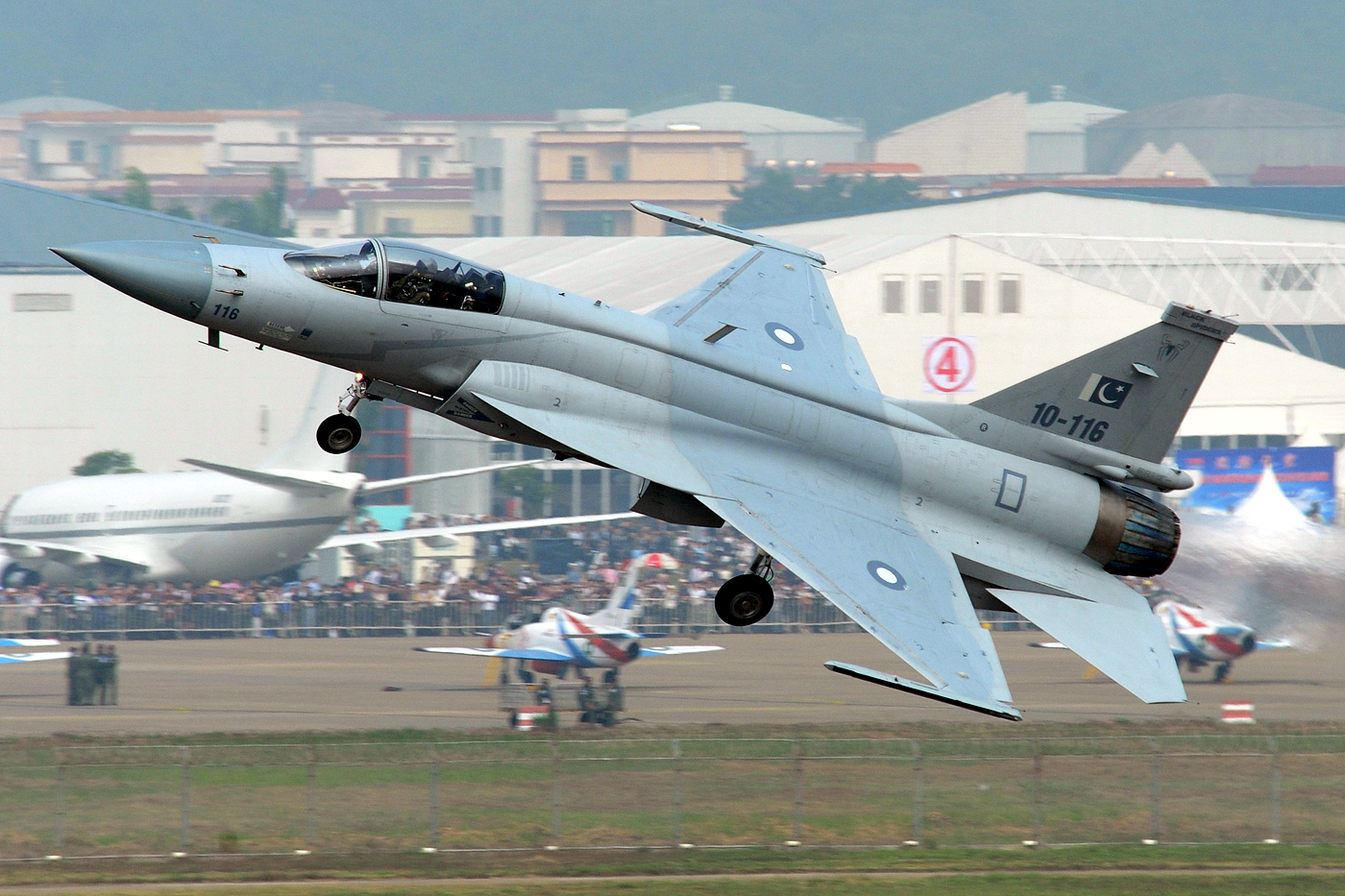
JF-17 / FC-1

У 1956 році між КНР і СРСР було підписано угоду про допомогу в авіаційній промисловості, зокрема — про створення заводу №132. Будівництво почалося 18 жовтня 1958, завершене — в жовтні 1964. Перший J-5 піднявся в повітря в листопаді 1964, FT-5 — у травні 1966. У 1966 році під час Культурної революції завод передано під військове управління до 1972 року.
Після 1976 року підприємство знову почало розвиватися. Було переорієнтовано на науково-дослідну роботу. У 1979 році CAC почала експорт військової техніки та розширила асортимент цивільної продукції — мотоцикли, пральні машини, форми для лиття тощо.
У 1988 році CAC уклала контракт на виробництво частин McDonnell Douglas MD-80, а згодом — Airbus A320, Boeing 757. У 1998 році вперше піднявся в повітря J-10, а у 2002 — прототип JF-17.

## Об'єкти
- Chengdu Airframe Plant
- Chengdu Engine Company (заснована як Chengdu Aero-Engine Factory, площа 137 га, ~20 000 працівників)
- Chengdu Aircraft Design Institute
- Авіабаза Веньцзян

## Продукція

### Літаки
- Chengdu JJ-5 (навчально-тренувальний FT-5)
- Chengdu J-7 (легкий винищувач, експортні — F-7)
  - Проєкт Sabre II
- Chengdu J-9 (скасований проєкт винищувача)
- Chengdu J-10 (винищувач 4 покоління)
- FC-1 Xiaolong / JF-17 Thunder (спільна розробка з Пакистаном)
- Chengdu J-20 (винищувач 5 покоління)
- Chengdu J-36 (на етапі розробки)

### Бізнес-джети
- CBJ800 — великий бізнес-джет (у розробці)

### Компоненти літаків
- Носова частина ACAC ARJ21
- Ліцензійне виробництво McDonnell Douglas MD-80 / MD-90
- Деталі для Northrop Grumman
- Хвостові частини для Boeing 757
- Інструменти та комплектуючі для Airbus

### Двигуни
- Ліцензійна версія RD-500K
- WP6 — китайський аналог Tumansky RD-9
- LM WP13 — аналог Tumansky R-13
- Компоненти до Pratt & Whitney JT8D

### Безпілотники
- Chengdu Winglong
- Chengdu Xianglong